# Асклепиадова строфа
Асклепиа́дова строфа́ — название нескольких строф в античном стихосложении. Строфы названы по имени древнегреческого поэта Асклепиада, но системы аналогичного метрического состава встречается раньше, у Сапфо и Алкея. В римской лирике Асклепиадова строфа заимствуется главным образом Горацием.
Асклепиадова строфа первая, четыре малых асклепиадовых стиха; формально строфой не является, делит стихотворение, составленное малым асклепиадовым стихом, на строфы условно:
—X | —UU— || —UU— | UX

—X | —UU— || —UU— | UX

—X | —UU— || —UU— | UX

—X | —UU— || —UU— | UX
Ēxēgī monumēnt[um] āere perēnniūs

rēgālīque sitū pỹramid[um] āltiūs,

quōd nōn īmber edax, nōn aquil[o] īmpotēns

pōssīt dīruer[e a]ūt īnnumerābilīs…
(Horatius, Carmina III 30, 1—4)
Бронзы сто́йче что, я́ вы́строил па́мятник.

Пирами́д он влады́к ме́ртвых возвы́шенней,

не разру́шит ни до́ждь е́дкий, ни зло́й его

Аквило́н, ни годо́в це́пь бесконе́чная…
(Гораций, Оды III 30, 1—4; перев. Север Г. М.)
Асклепиадова строфа вторая, три малых асклепиадовых стиха + гликоней:
—X | —UU— || —UU— | UX

—X | —UU— || —UU— | UX

—X | —UU— || —UU— | UX

       —X | —UU— | UX
Quīs dēsīderiō sīt pudor aūt modūs

tām cārī capitīs? prāecipe lūgubrīs

cāntūs, Mēlpomenē, cuī liquidām patēr

       vōcēm cūm citharā dedīt.
(Horatius, Carmina I 24, 1—4)
Есть ли в ско́рби о то́м сты́д или ме́ра, кто

столь всем до́рог нам бы́л? Гру́стным наста́вь меня,

Мельпоме́на, стихо́м-пе́сней, кому́ Отец

       голос зво́нкий с кифа́рой дал.

(Гораций, Оды I 24, 1—4; перев. Север Г. М.)
Асклепиадова строфа третья, два малых асклепиадовых стиха + феректратей 2-й + гликоней:
—X | —UU— || —UU— | UX

—X | —UU— || —UU— | UX

       —X | —UU— | X

              —X | —UU— | UX
Ō fōns Bāndusiāe, splēndidiōr vitrō,

dūlcī dīgne merō nōn sine flōribūs,

       crās dōnāberis hāedō,

              cuī frōns tūrgida cōrnibūs…
(Horatius, Carmina III 13, 1—4)
О Банду́зии клю́ч, сте́кол криста́льнее,

сладких ви́н и цвето́в да́ра досто́йнеший,

       за́втра в же́ртву козле́нка

              при́мешь, пе́рвыми ро́жками…
(Гораций, Оды III 13, 1—4; перев. Север Г. М.)
Асклепиадова строфа четвертая, гликоней + малый асклепиадов стих:
—X | —UU— | UX

       —X | —UU— || —UU— | UX

Dōnēc grātus erām tibī

       nēc quīsquām potiōr brācchia cāndidāe…
(Horatius, Carmina III 9, 1—2)
Бы́л я до́рог когда́ тебе́,

       и́ не сме́л ни оди́н ю́ноша бе́лую…
(Гораций, Carmina III 9, 1—2; перев. Север Г. М.)
Асклепиадова строфа пятая, четыре больших асклепиадовых стиха; формально строфой не является, делит стихотворение, составленное большим асклепиадовым стихом, на строфы условно:
—X | —UU— || —UU— || —UU— | UX

—X | —UU— || —UU— || —UU— | UX

—X | —UU— || —UU— || —UU— | UX

—X | —UU— || —UU— || —UU— | UX
Tū nē quāesierīs, scīre nefās, quēm mihi, quēm tibī

fīnēm dī dederīnt, Lēuconoē, nēc Babylōniōs 

tēmptārīs numerōs. ūt meliūs, quīdquid erīt, patī.

sēu plūrīs hiemēs sēu tribuīt Iūppiter ūltimām…
(Horatius, Carmina I 11, 1—4)
Зна́ть не про́буй, нельзя́ зна́ть это, гре́х, мне́ и како́й тебе́,

Левконоя, коне́ц бо́ги пошлю́т, да́ вавило́нских ты́,

чи́сел не́т, не пыта́й. Лу́чше снести́ все́ чему бы́ть, отве́л,

на́м Юпи́тер в уде́л мно́го ли зи́м, и́ли после́дней де́нь,

(Гораций, Carmina I 11, 1—4; перев. Север Г. М.)